# 電磁式カタパルト
電磁式カタパルト（でんじしきカタパルト、Electromagnetic catapult、電磁カタパルトとも）は、リニアモーターによって航空母艦から固定翼機を発射するシステムである。
アメリカ海軍とイギリス海軍が共同開発したものはEMALS（イーマルス、Electromagnetic Aircraft Launch System 電磁力航空機発射システム）と呼ばれる。

## 概要

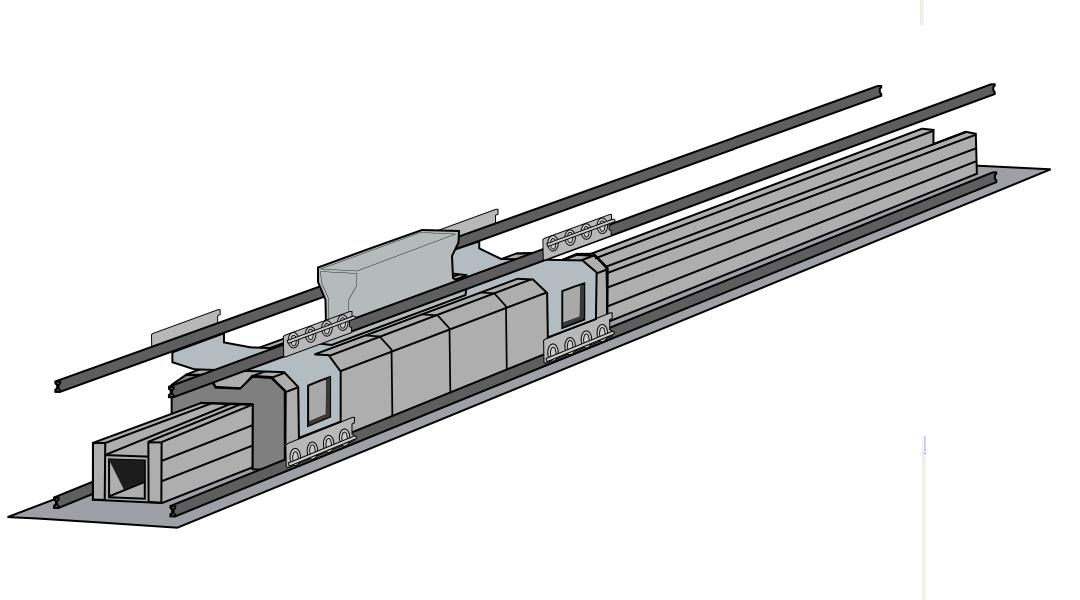
電磁式カタパルトの構造図

電磁力を使用して航空機を加速する。原理は1912年にEmile Bacheletによって考案された。アメリカ合衆国特許第 1,088,511号
従来用いられてきた蒸気カタパルトを更新するものとしてアメリカを始め、イギリス（単独開発から後にアメリカとの共同開発へ）、ロシア、中国、インドで開発が進められており、2022年時点でアメリカと中国が実機を製造、陸上基地でのテストを経て、それぞれの空母に搭載している。
アメリカ海軍とフランス海軍で使用される蒸気カタパルトは、非常に高い信頼性が証明されている。4条の蒸気カタパルトを搭載している空母は、少なくとも99.5%で1条が稼働できた。ただし射出エネルギー変換効率が4～6%と低く、出力制御が困難で軽い無人機などの発艦に適さない問題もあった。 電磁カタパルトは設計上90%の変換効率（EMALSの場合）を達成可能で、正確な制御により重戦闘機から軽無人機まで多様な艦載機を発射することが可能とされている。

## 利点と欠点

### 利点
母艦の機関を選ばない
電磁式カタパルトは瞬間的に大量の電力を使用するが、必要なのは高性能な発電機と瞬間放電が可能な蓄電システムであり、動力は原子力や蒸気タービン、ガスタービンエンジン、ディーゼルエンジンなど種類を問わない。一方、蒸気カタパルトではカタパルト専用にボイラーを搭載しない場合、機関に原子力か蒸気タービンを必要とする。
例　発電能力比較
- フォード級空母　合計104MW

SSTG（蒸気タービン発電機）　26MW　4基
- ニミッツ級空母　合計32MW

SSTG　8MW　4基　補器ディーゼル発電機16-645E5N　2MW　4台　
- エリザベス級空母　合計109.6MW

ガスタービン発電機（MT30）　35MW　2基　ディーゼル発電機16V38　11.3MW　2台　ディーゼル発電機12V38　8.5MW　2台
- クズネツォフ級空母　合計22.5MW

SSTG  1.5MW　9基　ディーゼル発電機　1.5MW　6台
- ズムウォルト級ミサイル駆逐艦　合計77.6MW

ガスタービン発電機（MT30）　35MW　2基　補助ガスタービン発電機（RR450）　3.8MW　2基
- まや型護衛艦　合計15.6MW

ガスタービン発電機（M7A-05）　6MW　2基　ディーゼル発電機　1.8MW　2台

航空機に無理な荷重をかけない。
投入電力量により機種・兵装毎に機体に与える加速度を最適に調整。加速中もセンサーで監視して、閉ループで随時制御が可能な電磁式に比べ、既存カタパルトは流体のシリンダーへの流入量で調整するため大雑把な開ループ制御しかできない。
最大出力が121MJに上昇
蒸気カタパルトは動作原理上、約95MJで頭打ちになっていた。
長寿命
既存のカタパルトではシリンダー内のピストンを作動流体で押し出すため、高圧を密封するシーリングやグリス、配管強度が必要。
消費エネルギーが少ない
例：消費電力
1/2x質量45トンの機体x速度時速240km（秒速66ｍ）の2乗＝運動エネルギー約100MJ
100MJ÷リニアモーター変換効率70％＝143MJ（2基の貯蔵システムから供給）
143MJ÷貯蔵システム充放電効率60％＝238MJ
238MJ÷充電時間45秒＝5.3MW（AN/SPY-1の消費電力が4～6MW）
例：蒸気タービン艦での重油消費
運動エネルギー100MJ÷システム全体変換効率10％＝1000MJ
1000MJ÷C重油低位エネルギー38.5MJ/L≒25.97リットル
体積25.97リットルxC重油比重0.93≒重量24.16㎏

エネルギー効率が高い
蒸気カ式では蒸気の放出や圧力・熱損失のため効率が4.4％程度であり、C13カタパルトの稼働には約1389MJのエネルギーが必要だが、EMALSの場合は理論上90％の効率も可能であり、各貯蔵システムから供給される121MJでほぼ賄える。
電気的接続のみで、機器配置の制約が少ない
作動流体を運ぶ配管、高圧の流体を作るコンプレッサー・ポンプ・ボイラー、圧力を貯めるアキュムレーターが不要なため。また、蒸気式では発艦後のピストンをスタート位置に戻すための油圧モーターも必要となる。
海水から真水への淡水化の需要が低下する
蒸気式では1回の使用で約1,350ポンド（610 kg）の蒸気を大気中に放出していた。
システムの起動が早い
蒸気式では高温高圧の水蒸気を使用する都合上、熱膨張による破壊を防ぐため配管やオイルを数時間予熱して暖機する必要がある。
保温が不要
蒸気式ではボイラーからアキュムレーターに供給された蒸気が待機中に冷めて水に戻るのを防ぐため、温度と圧力を保つエネルギーロスが発生していた。
発艦間隔の短縮
電磁式では45秒で再充電が完了するため、理論上は1分で2機の発艦が可能であり、平均2分に1機間隔で発艦を行う蒸気式に比べて短縮される。

### 欠点
エネルギーを高効率で電力に変換できる発電機が必要
稼働はすべて電力によって行われるため、フォード級以前の原子力空母のように原子力機関を採用していても、発電能力を十分に重視していなければ大規模な改装なしでは運用できない。ニミッツ級の場合は長年の近代化改装で設計マージンが失われており、搭載が難しい。
通常動力艦では統合電気推進等の効率的な電力システムが求められる。
瞬間放電できる貯蔵システムが必要
カタパルト作動時には 2～3秒で121MJの電力が要求されるため、大容量で自然放電が少なく、必要時に瞬間的な放電が可能な電力貯蔵システムが必須であり、現状フライホイールとスーパーキャパシターが採用されている。
母艦の負担増
スキージャンプやSTOVL機による発艦のように母艦のアシストなしの発艦に比べれば、他のカタパルト同様に母艦側の燃費悪化、無補給行動期間の制限、建造・運用・メンテナンスコスト上昇等は避けられない。
作動後に冷却が必要
蒸気式では蒸気の放熱により加熱したシリンダーが冷めるまで時間を要したが、変換効率は高いもののジュール熱による発熱が電磁式でもリニアモーターに発生するため、作動後には冷却が必要であり、故障などで修理・点検する際に時間がかかる。

高コスト
現状では開発費・製造費が高騰しており、運用艦も少ないため、技術の成熟した蒸気カタパルトに比べて価格が高い。

## 各国での状況
2022年時点で、実際に空母で運用可能な状態なのはアメリカのEMALSのみであり、中国は空母へ艤装中、他は開発中またはアメリカより購入となっている。

### アメリカ

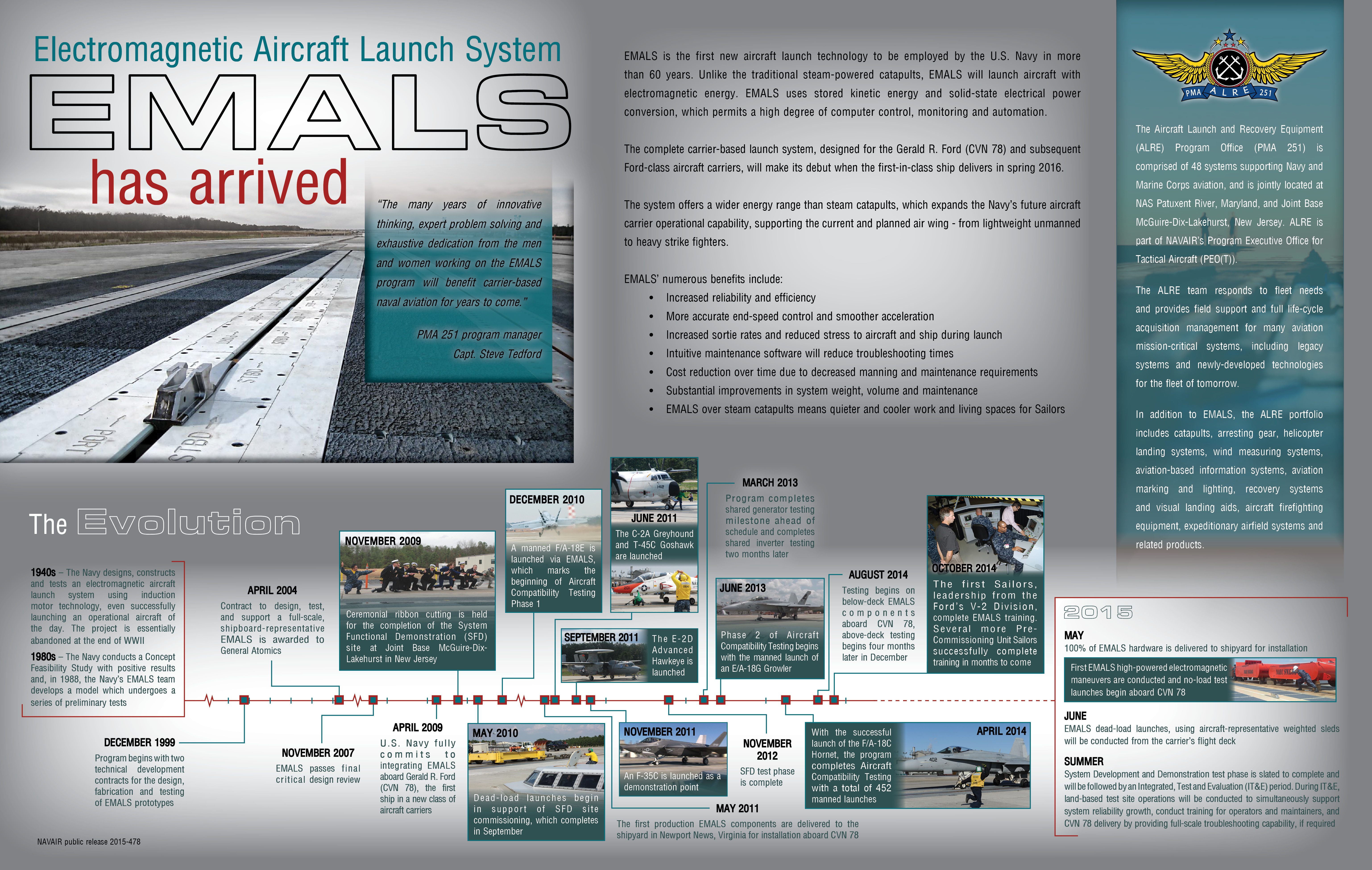
アメリカのEMALS開発のインフォグラフィック

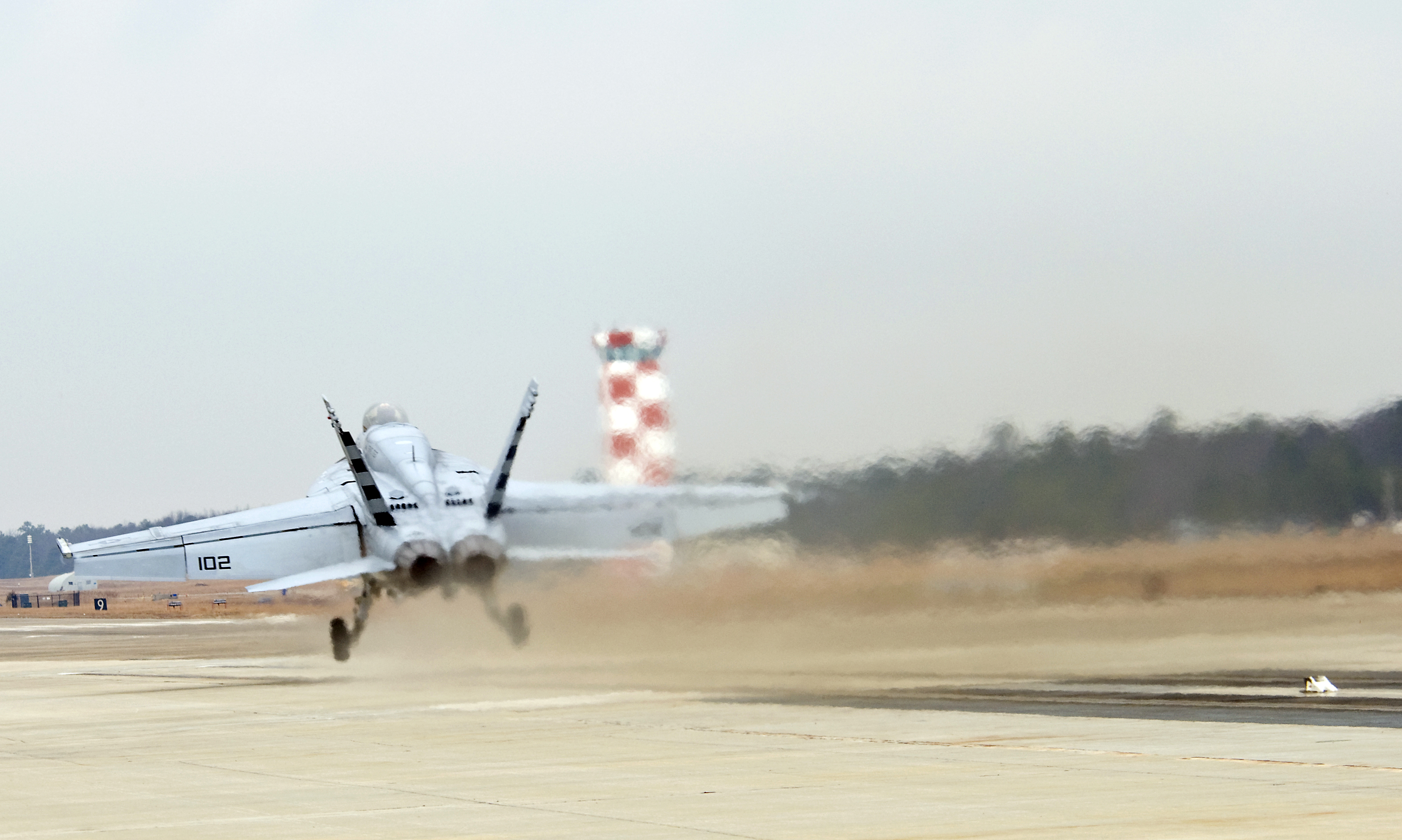
2010年12月18日に米海軍がレイクハーストの海軍航空システムコマンドにおいて正常に射出されたF/A-18

新たに設計されたアメリカ海軍のジェラルド・R・フォード級航空母艦で採用、少なくとも4番艦まで契約が行われている。電力設計の古く、発電能力の重きが低いニミッツ級では蒸気カタパルトからの改装は不可能とされており、最終艦（10番艦、CVN-77）の建造中に仕様を変更して搭載する案もあったが、開発が間に合わなかったため実際には行われなかった。

#### EMALS
ゼネラル・アトミックスの開発した、世界で初めて運用可能となった電磁カタパルト。
2010年にレークハースト海軍基地に陸上試験機が設置、2015年に最初の船上試験を実施。2017年1月の時点で試験は99.5%を完了。7月にジェラルド・R・フォード甲板から第23航空試験評価飛行隊のF/A-18Fの発艦が行われた。2022年6月に艦上での10,000回目のカタパルト発艦を達成。10月にジェラルド・R・フォードの実戦配備が行われた。
リニアモーター、エネルギー貯蔵システム、電力変換システム、コントロールコンソールの4つの要素で構成でされる。
リニアモーター
全長91メートル（300フィート） 。交流（AC）電力を使用して磁場を生成し、45,000キロ（100,000 ポンド） の航空機を時速240キロメートルまで加速させる。
エネルギー貯蔵システム
4基のフライホイール・バッテリー。通常は5205rpmで回転しており、発電機から45秒間の充電を受けて6400rpmに加速する。カタパルト作動時に各ローターは2～3秒間で最大121MJ(34キロワット時、ガソリン約1ガロンのエネルギー)の電力を供給する。
電力変換システム
サイクロコンバーターにより、エネルギー貯蔵システムに蓄えられたエネルギーを適切な周波数と電圧に変換してリニアモーターに供給する。シャトル通過部分のみ通電するため、省電力化が図られている。
コントロールコンソール
カタパルト軌条上のホールセンサーで加速状況を監視し、電力供給量を調整する閉ループ制御を行う。確実な加速を提供でき、一定の牽引力を維持して発艦による機体ストレスを軽減する。

#### 批判
2013年の故障間隔は、最も寛大な値としては240であった。
2014年1月のレポートによると「信頼性向上の結果、最新の報告では失敗率の平均致命的故障間隔 は要求値より5倍高くなっている」とされる。2014年8月、海軍はレイクハースト試験場での3,017回目の試験実施を発表したが、この欠陥の更新については触れられなかった。海軍は2014年12月までの改修完了を期待している。
試験環境下の電磁式カタパルトでは、増槽を装備した戦闘機を射出できないことが判明した。海軍はこれらの問題に対する改修を行い、有人機でのテストは2017年に延期されるとされた。
2017年5月28日、ドナルド・トランプ大統領がタイム誌のインタビューで、1億ドルを超える経費を問題視した。
トランプ大統領のこの批判は2018年国防白書で重く受けられ、実用化の高い要望と併せて致命的失敗率が海軍の要求値に対して9倍以上であるとされた。
2017年7月、空母「ジェラルド・R・フォード」で洋上試験が終了した。
2019年5月28日、訪日中のトランプ大統領が「以降の空母に採用しない」旨を表明した。

### イギリス
クイーン・エリザベス級航空母艦の搭載機をF-35Cとし、CATOBAR空母とする際の電磁カタパルトを独自に開発していたが、後にアメリカとEMALSを共同開発することになった。さらに搭載予定機だったF-35Cの開発が大幅に遅れ、導入コストが当初の倍に増加したことから、2012年5月に搭載機をF-35Bに再度変更、カタパルトの搭載自体が見送られることとなった。
2隻のクイーン・エリザベス級就役以降は無人機発艦用として、小規模の電磁カタパルト（最大24,948キロ = 55,000ポンドを射出）開発を模索している。

#### EMCAT
"E"lectro "M"agnetic "Cat"apultの略。イギリス独自に開発を進めていた電磁カタパルト。試作品のMV ALIMは、時速186マイルまで加速、最大32トン、230kNを超える推力を発生させたとされる。
ジェーンがConverteam UK海軍ディレクターのMark Dannattに行ったインタビューによると、2007年にリニアモーター、エネルギー貯蔵・制御システムの動作実証用の小規模のEMCATシステムが完成。システムの広範な試験は完了し、国防省の要請により、クイーン・エリザベス級でフルサイズの飛行機を発艦できるように開発が進められた。2009年7月20日に締結した高出力電気システムの設計・開発、デモンストレーションに関する650,000ポンドの契約に基づいた開発は、2010年7月26日の時点でほぼ完了。同年の10月にイギリス政府は、クイーン・エリザベス級の1隻にカタパルトを搭載してF-35Cを購入すると発表した。
しかし、2011年にイギリス政府がEMALSと先進型アレスティング・ギア（AAG）開発の技術サポートを受けるためゼネラル・アトミクスと契約したことが、11月26日にDSCAにより公式に発表され、EMCAT開発が放棄されたことが示された。
EMKIT
"E"lectro "M"agnetic "K"inetic "I"ntegrated "T"echnologyの略。EMCATの小型バージョンで、先行した2006年4月に開発契約が行われ、無人航空機の離陸での利用が想定されていた。最大11トンの航空機を毎秒50メートルに加速する。

### 中国
艤装中の3隻目の空母福建に3条の電磁カタパルトが搭載されている。通常動力空母であり、統合電気推進による最初の電磁カタパルト採用例となった。空母の他に、075型強襲揚陸艦の後継である076型強襲揚陸艦でも電磁カタパルト搭載。
アメリカのEMALSとは技術的アプローチが異なっており、交流電力の代わりに、中電圧の直流(DC)電力システムを採用。エネルギー貯蔵システムもフライホイール・バッテリーからスーパー・キャパシターに変更されている。

#### 開発史
中国は1990年代初めには蒸気カタパルトと電磁カタパルトの開発作業を行っていることをいくつかのメディアが指摘している。
2014年1月、中国は電磁カタパルトの試験設備を建設していると発表した。衛星写真で上海市閔行区に試験施設が建設されているのが確認された。
2015年9月上旬、艦載機訓練基地である黄村基地に新設された滑走路に電磁カタパルトと蒸気カタパルトと推測される施設の設置が開始された。11月に開催された中国国際工業博覧会では中国工程院による電磁式カタパルトの模型が公開された。
2016年6月20日、黄村基地の試験設備で大きな進展が見られたこと報告されている。10月17日の衛星写真で2つのカタパルトの背後にJ-15（おそらくJ-15A）があり、中国フォーラムでカタパルト上のJ-15の画像が確認されたことから射出試験が行われたことが示唆されている。また、無人機(「雲影」の可能性が高いと推測される)がカタパルトの上に鎮座しているのも確認されている。
2022年6月17日、中国初の電磁カタパルト搭載した空母福建が進水。2024年12月27日、電磁カタパルト搭載した強襲揚陸艦四川が進水。

### ロシア
ロシア海軍は「アドミラル・クズネツォフ」の後継となる将来空母で電磁カタパルトの装備を予定しており、2014年4月にネフスキー設計局総取締役セルゲイ・ウラソフ氏により開発が実施されていることが明かされている。
2022年9月、サキとエイスクのどちらかのニートカ(艦上機訓練施設)に電磁カタパルトの陸上試験機を建設、テストを行うことを発表した。

### フランス
フランス海軍は、計画中の新世代原子力空母で電磁カタパルトの装備を予定しており、アメリカよりEMALSの導入を決定。2021年12月にフランスへの販売が認証された。

### インド
インド海軍は、計画中の2隻目の国産空母「ヴィシャル」への電磁カタパルト搭載を予定しており、アメリカに販売を要請。2017年10月にインドにEMALSを提供することが決まった。ヴィシャルでの原子力採用は見送られたため、中国の福建同様に統合電気推進での電磁カタパルト運用となる。
インドではEMALSの国内製造に関心を示しているほか、独自の電磁カタパルト開発も並行して行われている。

### 韓国
大韓民国海軍が計画しているCVXのプランとして、F-35Bの代わりに国産戦闘機KF-21の艦載機仕様KF-21Nを採用した際に、アメリカよりEMALSを導入してCATOBAR空母とする1案が出されている。また、ハンファオーシャンが発表した6,000トンのドローン空母でも使用が提案されている。

### 日本
日本では、川崎重工業が2023年3月15日〜17日の「DSEI Japan 2023」において、大容量ニッケル水素二次電池「ギガセル」を電磁式カタパルトに転用することができると展示した。
ただしアメリカがフライホイール、中国がスーパーキャパシターを電力貯蔵に使用しているように、電磁カタパルトでは容量より瞬間的な放電能力が問題となるため、化学反応により素早い放電の苦手な電池が利用できるかは不明である。また参考画像でも、電磁カタパルトにもかかわらず軌条から蒸気が出ていたり、発艦するF-35がカタパルト対応のC型でなくB型である等している。